# Roman Smoluchowski
Roman Smoluchowski (ur. 31 sierpnia 1910 w Zakopanem, zm. 12 stycznia 1996 w Austin) – polski i amerykański fizyk i astrofizyk, syn Mariana Smoluchowskiego i Zofii z domu Baranieckiej.

## Życiorys
Ukończył w 1928 V Gimnazjum im. Witkowskiego w Krakowie, studiował fizykę na Uniwersytecie Warszawskim (magisterium 1933). Doktorat z fizyki i matematyki otrzymał na Uniwersytecie w Groningen w 1935 (promotor Dirk Coster).
Rok 1936 to pobyt na stażu po doktorskim w Institute for Advanced Study w Princeton. Po powrocie do Warszawy pracował w Instytucie Metalurgii i Metaloznawstwa Politechniki Warszawskiej. Na początku wojny, po ciężkich przeżyciach, przedostał się do USA poprzez Kowno i Szwecję. Naturalizowany w USA w 1946, był profesorem fizyki w Carnegie Institute of Technology (1946–1960) i w Princeton na Wydziale Mechanicznym (1960–1978). Po osiągnięciu wieku emerytalnego w Princeton został profesorem fizyki i astrofizyki na Uniwersytecie Teksańskim w Austin. Był inicjatorem powstania i pierwszym przewodniczącym oddziału fizyki materii skondensowanej Amerykańskiego Towarzystwa Fizycznego.
Najbardziej znane wczesne prace Romana Smoluchowskiego to wspólne z L.P. Boukaertem i Wignerem podstawowe prace dotyczące zastosowaniu teorii grup do opisu kryształów oraz opis anizotropii pracy wyjścia metalu. Fizykę fazy skondensowanej zastosował w astrofizyce do badania własności materii planet czy np. atmosfery Jowisza. W uznaniu jego zasług na tym polu, w 80 rocznicę urodzin jego imieniem została nazwana jedna z planetoid (4530) Smoluchowski.
Umierając w Austin pozostawił żonę Louise (z domu Riggs, 1922-2011, autorkę m.in. książki o Lwie Tołstoju, Lev and Sonya: the Story of the Tolstoy Marriage) oraz dwoje dzieci: Petera i Irene.